# Адміністративний устрій Межівського району
Адміністративний устрій Межівського району — адміністративно-територіальний поділ Межівського району Дніпропетровської області на 1 селищну громаду, 1 сільську громаду та 2 сільські ради, які об'єднують 52 населені пункти та підпорядковані Межівській районній раді. Адміністративний центр — смт Межова.

## Список громадМежівського району
- Межівська селищна громада
- Новопавлівська сільська громада

## Список радМежівського району
| № | Назва                     | Центр        | Населені пункти                                                                                                  | Площа км² | Місце за площею | Населення (2001), чол. | Місце за населенням |
| - | ------------------------- | ------------ | --- | --------- | --------------- | ---------------------- | ------------------- |
| 1 | Зорянська сільська рада   | c. Зоряне    | c. Зоряне с. Крутоярівка с. Мала Покровка с. Малієве с. Маліївське с. Новопетровське с. Петровське с. Полтавське |           |                 |                        |                     |
| 2 | Слов'янська сільська рада | c. Слов'янка | c. Слов'янка с. Андронівка с. Наталівка                                                                          |           |                 |                        |                     |